# 結城郡
- 令制国一覧 > 東海道 > 下総国 > 結城郡
- 日本 > 関東地方 > 茨城県 > 結城郡

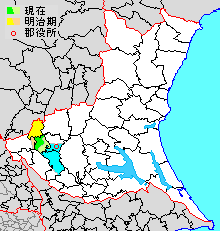
茨城県結城郡の範囲（緑：八千代町 水色・薄緑：後に他郡から編入した区域 薄黄：後に他郡に編入された区域）

結城郡（ゆうきぐん）は、上古、天富命が穀の木を栽培した地と伝えられる下総国（茨城県）の郡、現在の結城郡は以下の1町よりなる。
- 八千代町（やちよまち）

人口20,256人、面積58.99km²、人口密度343人/km²。（2025年5月1日、推計人口）

## 古代
『古語拾遺』によれば、神武東征において橿原宮を造営した天富命が、阿波国に続いて房総を開拓し、穀の木の生育した当地は「結城郡」と言われた。古代より、ふさ（麻）やゆう（コウゾ属の繊維）の産地として「総の国」のゆうきと呼ばれ、令制国の下総国に属した。

## 明治維新後

### 郡域
当初の郡域は以下の通り。のちに編入された郡域については、岡田郡・豊田郡の項目を参照。
- 結城市の全域
- 古河市の一部（概ね恩名・名崎・江口・尾崎および長左ェ門新田の一部）
- 結城郡八千代町の一部（佐野・塩本・下山川・菅谷・瀬戸井・西大山・粕礼・兵庫・成田・東原・大戸新田・平塚・松本・水口）

### 近代以降の沿革
- 「旧高旧領取調帳」に記載されている明治初年時点での支配は以下の通り。●は村内に寺社領が、○は寺社除地（領主から年貢免除の特権を与えられた土地）が存在。下記のほか新宿新田（幕府領）が存在したが、記載されていない。（1町51村）

| 知行         | 知行                   | 村数 | 村名 |
| ------------ | ---------------------- | ---- | --- |
| 幕府領       | 幕府領                 | 11村 | 徳右衛門新田、善左衛門新田、大戸村新田、長左衛門新田、成田新田、兵庫新田、善右衛門新田、●尾崎村、尾崎村新田（尾崎新田）、水口村、●恩名村、恩名村新田（尾崎村新田と合わせて1村として扱われる） |
| 幕府領       | 旗本領                 | 1村  | 松本村 |
| 幕府領       | 一橋徳川家             | 1村  | 塩本村 |
| 幕府領       | 幕府領・旗本領         | 5村  | ●○鹿窪村、●上山川村、●大木村（大木町）、大山新田、七五三場村 |
| 幕府領       | 幕府領・一橋徳川家     | 5村  | ○田間村、矢畑村、佐野村、●東茂呂村、北南茂呂村 |
| 藩領         | 下総結城藩             | 13村 | ●○結城本郷（結城町）、大谷瀬村、●小田林村、五助村、小森村、小森新田、久保田村、中村、中村新田、●林村、作ノ谷村、上成村、武井村（武井宿）                                                      |
| 藩領         | 下野壬生藩             | 8村  | 山王村、古宿新田、●新宿村、○大町新田、芳賀崎村、●水海道村、●浜野辺村、江口新田 |
| 幕府領・藩領 | 幕府領・下野壬生藩     | 3村  | ●今宿村、●糟礼村（粕礼新田を含む）、瀬戸井村 |
| 幕府領・藩領 | 幕府・旗本・下野壬生藩 | 2村  | ●菅ノ谷村、●平塚村 |
| その他       | 寺社領                 | 1村  | 結城寺村 |

- 慶応4年6月27日（1868年8月15日） - 結城藩領以外の全域と、結城藩領のうち林村、作ノ谷村、上成村、武井村が常陸知県事の管轄となる。
- 明治初年に小森新田が小森村へ、中村新田が中村へそれぞれ編入。水口村から水口新田が分立。（1町50村）
- 明治2年2月9日（1869年3月21日） - 常陸知県事の管轄地域に若森県を設置。
- 明治4年
  - 7月14日（1871年8月29日） - 廃藩置県により下総結城藩が結城県となる。
  - 11月14日（1871年12月25日） - 第1次府県統合により結城県・若森県が廃止となり、全域が印旛県の管轄となる。
- 1873年（明治6年）6月15日 - 印旛県が木更津県と統合して千葉県が発足。
- 1875年（明治8年）5月7日 - 千葉県管下の下総国のうち利根川以北の区域が茨城県に移管。
- 1878年（明治11年）
  - 12月2日 - 郡区町村編制法の茨城県での施行により、行政区画としての結城郡が発足。豊田郡本宗道村に設置された「結城豊田岡田郡役所」が管轄。
  - 徳右衛門新田・善左衛門新田が合併して下小川村となる。（1町49村）
- 1881年（明治14年） - 江口新田が江口村に改称。
- 1882年（明治15年） - 大山新田が大山村に改称。
- 1885年（明治18年） - 結城寺村が上山川村に編入。（1町48村）
- 1886年（明治19年） - 作野谷村が結城町に編入。（1町47村）

### 町村制以降の沿革
- 1889年（明治22年）

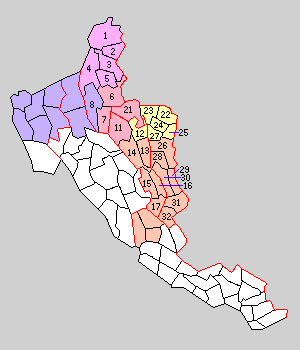
1.結城町 2.絹川村 3.上山川村 4.江川村 5.山川村 6.中結城村 7.下結城村 8.名崎村 11.安静村 12.大形村 13.岡田村 14.飯沼村 15.菅原村 16.大花羽村 17.豊岡村 21.西豊田村 22.豊加美村 23.総上村 24.宗道村 25.蚕飼村 26.豊田村 27.石下村 28.玉村 29.五箇村 30.三妻村 31.大生村 32.水海道町 （桃：結城市 紫：古河市 赤：八千代町 橙：常総市 黄：下妻市）

  - 3月31日 - 下記の町村の統合が行われる。特記以外は現・結城市。（1町7村）
    - 結城町 ← 結城町、大谷瀬村、五助村、小田林村
    - 絹川村 ← 久保田村、小森村、中村、鹿窪村、林村
    - 上山川村 ← 矢畑村、上山川村
    - 江川村 ← 田間村、上成村、武井宿、北南茂呂村、東茂呂村、七五三場村、大木町、大町新田
    - 山川村 ← 山王村、芳ヶ崎村、古宿新田、浜野辺村、水海道村、今宿村、新宿村、新宿新田、粕礼村、善右衛門新田
    - 中結城村 ← 佐野村、兵庫新田、菅ノ谷村、大山村、下山川村、粕礼新田、塩本村、瀬戸井村（現・八千代町）
    - 下結城村 ← 水口村、平塚村、松本村、大戸新田（現・八千代町）
    - 名崎村 ← 恩名村、江口村、尾崎村、尾崎新田、長左衛門新田、成田新田、水口新田（現・古河市）

  - 4月1日 - 上記1町7村が町村制を施行。
- 1896年（明治29年）
  - 4月1日 - 結城郡・岡田郡・豊田郡の区域をもって、改めて結城郡が発足。下記の1町18村が本郡の所属となる。郡役所は引き続き宗道村に設置。（2町25村）
    - 旧岡田郡（7村） - 安静村（現・八千代町）、大形村（現・下妻市）、岡田村、飯沼村、菅原村、大花羽村、豊岡村（現・常総市）
    - 旧豊田郡（1町11村） - 西豊田村（現・八千代町）、豊加美村、総上村、宗道村、蚕飼村（現下妻市）、豊田村（現・常総市）、玉村（現・下妻市、常総市）、石下村、五箇村、三妻村、大生村、水海道町（現・常総市）

  - 7月1日 - 郡制を施行。
- 1897年（明治30年）8月24日 - 石下村が町制施行して石下町となる。（3町24村）
- 1923年（大正12年）4月1日 - 郡会が廃止。郡役所は存続。
- 1926年（大正15年）7月1日 - 郡役所が廃止。以降は地域区分名称となる。
- 1935年（昭和10年）時点での当郡の面積は259.69平方km、人口は109,114人（男53,890人・女55,224人）[1]。
- 1954年（昭和29年）
  - 3月14日 - 山川村が結城町に編入。（3町23村）
  - 3月15日 - 結城町が絹川村・江川村・上山川村を編入・市制施行して結城市となり郡より離脱。（2町20村）
  - 6月1日 - 総上村・豊加美村が真壁郡下妻町に編入。下妻町は同日市制施行して下妻市となる。（2町18村）
  - 7月10日 - 水海道町が豊岡村・菅原村・大花羽村・三妻村・五箇村・大生村および北相馬郡坂手村を編入・市制施行して水海道市となり郡より離脱。（1町12村）
  - 10月1日（1町8村）
    - 玉村の一部が宗道村に編入。
    - 石下町・豊田村・岡田村・飯沼村および玉村の残部が合併し、改めて石下町が発足。
- 1955年（昭和30年）1月1日（1町3村）
  - 宗道村・蚕飼村・大形村が合併して千代川村が発足。
  - 西豊田村・中結城村・安静村・下結城村および真壁郡川西村が合併して八千代村が発足。
- 1955年2月11日 - 名崎村・猿島郡幸島村・八俣村が合併して猿島郡三和村（現・古河市）が発足し、郡より離脱。（1町2村）
- 1972年（昭和47年）2月1日 - 八千代村が町制施行して八千代町となる。（2町1村）
- 2006年（平成18年）1月1日（1町）
  - 千代川村が下妻市に編入。
  - 石下町が水海道市に編入。水海道市は即日改称して常総市となる。

### 変遷表
|  | 明治22年4月1日  | 明治22年 - 明治29年   | 明治30年 - 昭和19年  | 昭和20年 - 昭和29年          | 昭和20年 - 昭和29年                     | 昭和30年 - 昭和64年           | 昭和30年 - 昭和64年     | 平成1年 - 現在                     | 現在     |
|  | --------------- | --------------------- | -------------------- | ---------------------------- | --------------------------------------- | ----------------------------- | ----------------------- | ---------------------------------- | -------- |
|  | 結城町          | 結城町                | 結城町               | 結城町                       | 昭和29年3月15日 市制                    | 結城市                        | 結城市                  | 結城市                             | 結城市   |
|  | 絹川村          | 絹川村                | 絹川村               | 昭和29年3月14日 結城町に編入 | 昭和29年3月15日 市制                    | 結城市                        | 結城市                  | 結城市                             | 結城市   |
|  | 山川村          | 山川村                | 山川村               | 山川村                       | 昭和29年3月15日 結城町に編入 市制       | 結城市                        | 結城市                  | 結城市                             | 結城市   |
|  | 江川村          | 江川村                | 江川村               | 江川村                       | 昭和29年3月15日 結城町に編入 市制       | 結城市                        | 結城市                  | 結城市                             | 結城市   |
|  | 上山川村        | 上山川村              | 上山川村             | 上山川村                     | 昭和29年3月15日 結城町に編入 市制       | 結城市                        | 結城市                  | 結城市                             | 結城市   |
|  | 中結城村        | 中結城村              | 中結城村             | 中結城村                     | 中結城村                                | 昭和30年1月1日 八千代村       | 昭和47年2月1日 町制     | 八千代町                           | 八千代町 |
|  | 下結城村        | 下結城村              | 下結城村             | 下結城村                     | 下結城村                                | 昭和30年1月1日 八千代村       | 昭和47年2月1日 町制     | 八千代町                           | 八千代町 |
|  | 岡田郡 安静村   | 明治29年4月1日 結城郡 | 安静村               | 安静村                       | 安静村                                  | 昭和30年1月1日 八千代村       | 昭和47年2月1日 町制     | 八千代町                           | 八千代町 |
|  | 豊田郡 西豊田村 | 明治29年4月1日 結城郡 | 西豊田村             | 西豊田村                     | 西豊田村                                | 昭和30年1月1日 八千代村       | 昭和47年2月1日 町制     | 八千代町                           | 八千代町 |
|  | 真壁郡 川西村   | 川西村                | 川西村               | 川西村                       | 川西村                                  | 昭和30年1月1日 八千代村       | 昭和47年2月1日 町制     | 八千代町                           | 八千代町 |
|  | 豊田郡 豊加美村 | 明治29年4月1日 結城郡 | 豊加美村             | 豊加美村                     | 昭和29年6月1日 真壁郡 下妻町に編入 市制 | 下妻市                        | 下妻市                  | 下妻市                             | 下妻市   |
|  | 豊田郡 総上村   | 明治29年4月1日 結城郡 | 総上村               | 総上村                       | 昭和29年6月1日 真壁郡 下妻町に編入 市制 | 下妻市                        | 下妻市                  | 下妻市                             | 下妻市   |
|  | 岡田郡 大形村   | 明治29年4月1日 結城郡 | 大形村               | 大形村                       | 大形村                                  | 昭和30年1月1日 千代川村       | 昭和30年1月1日 千代川村 | 平成18年1月1日 下妻市に編入        | 下妻市   |
|  | 豊田郡 蚕飼村   | 明治29年4月1日 結城郡 | 蚕飼村               | 蚕飼村                       | 蚕飼村                                  | 昭和30年1月1日 千代川村       | 昭和30年1月1日 千代川村 | 平成18年1月1日 下妻市に編入        | 下妻市   |
|  | 豊田郡 宗道村   | 明治29年4月1日 結城郡 | 宗道村               | 宗道村                       | 宗道村                                  | 昭和30年1月1日 千代川村       | 昭和30年1月1日 千代川村 | 平成18年1月1日 下妻市に編入        | 下妻市   |
|  | 豊田郡 玉村     | 明治29年4月1日 結城郡 | 玉村                 | 玉村                         | 昭和29年10月10日 宗道村に編入           | 昭和30年1月1日 千代川村       | 昭和30年1月1日 千代川村 | 平成18年1月1日 下妻市に編入        | 下妻市   |
|  | 豊田郡 玉村     | 明治29年4月1日 結城郡 | 玉村                 | 玉村                         | 昭和29年10月10日 石下町                 | 石下町                        | 石下町                  | 平成18年1月1日 水海道市に編入 改称 | 常総市   |
|  | 豊田郡 石下村   | 明治29年4月1日 結城郡 | 明治30年8月24日 町制 | 石下町                       | 昭和29年10月10日 石下町                 | 石下町                        | 石下町                  | 平成18年1月1日 水海道市に編入 改称 | 常総市   |
|  | 豊田郡 豊田村   | 明治29年4月1日 結城郡 | 豊田村               | 豊田村                       | 昭和29年10月10日 石下町                 | 石下町                        | 石下町                  | 平成18年1月1日 水海道市に編入 改称 | 常総市   |
|  | 岡田郡 岡田村   | 明治29年4月1日 結城郡 | 岡田村               | 岡田村                       | 昭和29年10月10日 石下町                 | 石下町                        | 石下町                  | 平成18年1月1日 水海道市に編入 改称 | 常総市   |
|  | 岡田郡 飯沼村   | 明治29年4月1日 結城郡 | 飯沼村               | 飯沼村                       | 昭和29年10月10日 石下町                 | 石下町                        | 石下町                  | 平成18年1月1日 水海道市に編入 改称 | 常総市   |
|  | 豊田郡 水海道町 | 明治29年4月1日 結城郡 | 水海道町             | 水海道町                     | 昭和29年7月10日 市制                    | 水海道市                      | 水海道市                | 平成18年1月1日 改称 常総市         | 常総市   |
|  | 豊田郡 大生村   | 明治29年4月1日 結城郡 | 大生村               | 大生村                       | 昭和29年7月10日 水海道町に編入 市制     | 水海道市                      | 水海道市                | 平成18年1月1日 改称 常総市         | 常総市   |
|  | 豊田郡 五箇村   | 明治29年4月1日 結城郡 | 五箇村               | 五箇村                       | 昭和29年7月10日 水海道町に編入 市制     | 水海道市                      | 水海道市                | 平成18年1月1日 改称 常総市         | 常総市   |
|  | 豊田郡 三妻村   | 明治29年4月1日 結城郡 | 三妻村               | 三妻村                       | 昭和29年7月10日 水海道町に編入 市制     | 水海道市                      | 水海道市                | 平成18年1月1日 改称 常総市         | 常総市   |
|  | 岡田郡 豊岡村   | 明治29年4月1日 結城郡 | 豊岡村               | 豊岡村                       | 昭和29年7月10日 水海道町に編入 市制     | 水海道市                      | 水海道市                | 平成18年1月1日 改称 常総市         | 常総市   |
|  | 岡田郡 菅原村   | 明治29年4月1日 結城郡 | 菅原村               | 菅原村                       | 昭和29年7月10日 水海道町に編入 市制     | 水海道市                      | 水海道市                | 平成18年1月1日 改称 常総市         | 常総市   |
|  | 岡田郡 大花羽村 | 明治29年4月1日 結城郡 | 大花羽村             | 大花羽村                     | 昭和29年7月10日 水海道町に編入 市制     | 水海道市                      | 水海道市                | 平成18年1月1日 改称 常総市         | 常総市   |
|  | 名崎村          | 名崎村                | 名崎村               | 名崎村                       | 名崎村                                  | 昭和30年2月11日 猿島郡 三和村 | 昭和44年1月1日 町制     | 平成17年9月12日 古河市の一部       | 古河市   |

## 行政
結城・豊田・岡田郡長
| 代 | 氏名 | 就任年月日                | 退任年月日                | 備考                                       |
| -- | ---- | ------------------------- | ------------------------- | ------------------------------------------ |
| 1  |      | 明治11年（1878年）12月2日 |                           |                                            |
|    |      |                           | 明治29年（1896年）3月31日 | 岡田郡・豊田郡との合併により旧・結城郡廃止 |

結城郡長
| 代 | 氏名 | 就任年月日               | 退任年月日                | 備考                   |
| -- | ---- | ------------------------ | ------------------------- | ---------------------- |
| 1  |      | 明治29年（1896年）4月1日 |                           |                        |
|    |      |                          | 大正15年（1926年）6月30日 | 郡役所廃止により、廃官 |